# Jan Pieter Lokker
Jan Pieter Jacobus Lokker (* 3. März 1949 in Zierikzee) ist ein niederländischer Politiker (CDA).

## Biografie
Lokker studierte Geschichte an der Universität Utrecht und begann seine Karriere als Lehrer für Geschichte und Verfassungslehre. Insgesamt unterrichtete er 28 Jahre. Im Jahr 1981 wurde er Vorstandsmitglied der CDA in Soest, für die er von 1990 bis 1999 im Stadtrat saß. Danach war er zwei Jahre lang Abgeordneter des niederländischen Parlaments und von 2001 bis 2007 Kommissar der Provinzialregierung von Utrecht. In dieser Funktion war er für die Bereiche Ländlicher Raum, Europa und Verwaltungsangelegenheiten zuständig. Lokker war unter anderem maßgeblich an der Neuaufteilung der Utrechtse-Heuvelrug-Gemeinden beteiligt. Als Mitglied des Ausschusses der Regionen in Brüssel war er Berichterstatter für die Rahmenverordnung zur Entwicklung des ländlichen Raums.
Im Sommer 2007 wurde er zum stellvertretenden Bürgermeister der Gemeinde Bodegraven ernannt. Am 1. Januar 2011 fusionierte diese Gemeinde mit der neuen Gemeinde Bodegraven-Reeuwijk, deren amtierender Bürgermeister er wurde. Sechs Monate später wurde er von seinem Parteigenossen Christiaan van der Kamp abgelöst. Im August 2011 wurde Lokker stellvertretender Bürgermeister von Noordwijk. Außerdem ist er Vorsitzender des Innovationsprogramms für Landwirtschaft und Gartenbau (RLS) des Ministeriums für Umwelt und Energie (ELI) sowie Vorsitzender der Stiftung für die Zertifizierung von Natur- und Landschaftspflege (SNL). Von Dezember 2014 bis zum 1. Oktober 2015 hielt er die Position des amtierenden Bürgermeisters von Goeree-Overflakkee inne, um die erkrankte Bürgermeisterin Ada Grootenboer-Dubbelman vorübergehend zu ersetzen.
Ab April 2016 arbeitete der Niederländer mehrere Monate lang als stellvertretender Bürgermeister der Gemeinde Albrandswaard und vertrat dort vorübergehend den erkrankten Bürgermeister. Ab März 2017 war Lokker für mehr als sechs Monate als stellvertretender Bürgermeister von Lopik tätig. 2019 bekleidete er das Amt des stellvertretenden Bürgermeisters der durch eine Umstrukturierung entstandenen neuen Gemeinde Vijfheerenlanden. Am 9. Oktober 2019 wurde er Chefredakteur des BNR Nieuwsradios. Am 12. Dezember 2019 wurde Jan Pieter Lokker zum amtierenden Bürgermeister von Hoeksche Waard ernannt. Ein Jahr später verlor er dieses Amt und wurde am 17. März 2020 zum Bürgermeister von Zoetermeer ernannt. Sein Nachfolger in Zoetermeer wurde am 1. Oktober 2020 Michel Bezuijen.
Jan Pieter Lokker ist verheiratet und hat zwei Kinder.